# Barrière Saint-Jacques
La barrière Saint-Jacques, également appelée barrière d'Arcueil et barrière de la Fosse-aux-Lions, est l'une des barrières d'octroi du mur des Fermiers généraux.

## Situation
La barrière Saint-Jacques était installée boulevard Saint-Jacques sur la « place de la Barrière-Saint-Jacques » actuelle place Saint-Jacques au niveau de la rue du Faubourg-Saint-Jacques.
Elle était située à 480 mètres de la barrière de la Santé située à l'est et à 500 mètres de la barrière d'Enfer située à l'ouest,.

## Origine du nom
Elle est nommée ainsi en raison de sa situation à l'extrémité de la rue Saint-Jacques.
Elle s'est aussi appelée « barrière d'Arcueil », sous la Révolution, dû au voisinage du village d'Arcueil.
Elle s'est également appelée à l'origine « barrière de la Fosse-aux-Lions », en raison de la carrière de la Fosse aux Lions, située à proximité,.

## Historique
Désignée originairement sous la dénomination de « barrière de la Fosse-aux-Lions », cette barrière construite en 1784, consistait en un bâtiment à huit arcades et à deux frontons, dont la largeur de l'entrée était de 4,20 m. Elle prend ensuite le nom de « barrière Saint-Jacques » avant de prendre durant la période révolution le nom  de « barrière d'Arcueil ».
Un arrêté préfectoral en date du 20 janvier 1832, ordonne que l'exécution des condamnés à mort (qui avait lieu place de Grève) aurait lieu désormais sur la place demi-circulaire ménagée en avant de cette barrière, ou il n'y avait alors presque pas de maisons.

41 personnes y furent guillotinés dont :
- 9 janvier  1836 : Pierre François Lacenaire et Pierre Victor Avril.
- 19 février 1836 : Giuseppe Fieschi, Pierre Théodore Florentin Pépin et Pierre Morey.
- 11 juillet 1836 : Louis Alibaud
- 6 février 1844 : Pierre Poulmann[8]

Dans la préface de son roman Le Dernier Jour d'un condamné, Victor Hugo fait état de la guillotine de la barrière d'Arcueil.